# PC-7 Team
El PC-7 Team es un equipo acrobático de la Fuerza Aérea Suiza que vuela nueve entrenadores turbohélice Pilatus PC-7, además de otras dos unidades de repuesto.

## Aviones utilizados
| Avión        | Número      | Periodo         |
| ------------ | ----------- | --------------- |
| Pilatus PC-7 | 7           | 1987            |
| inactividad  | inactividad | 1987 — 1989     |
| Pilatus PC-7 | 7           | 1989 — ¿?       |
| Pilatus PC-7 | 9           | ¿? — actualidad |

## Galería de imágenes

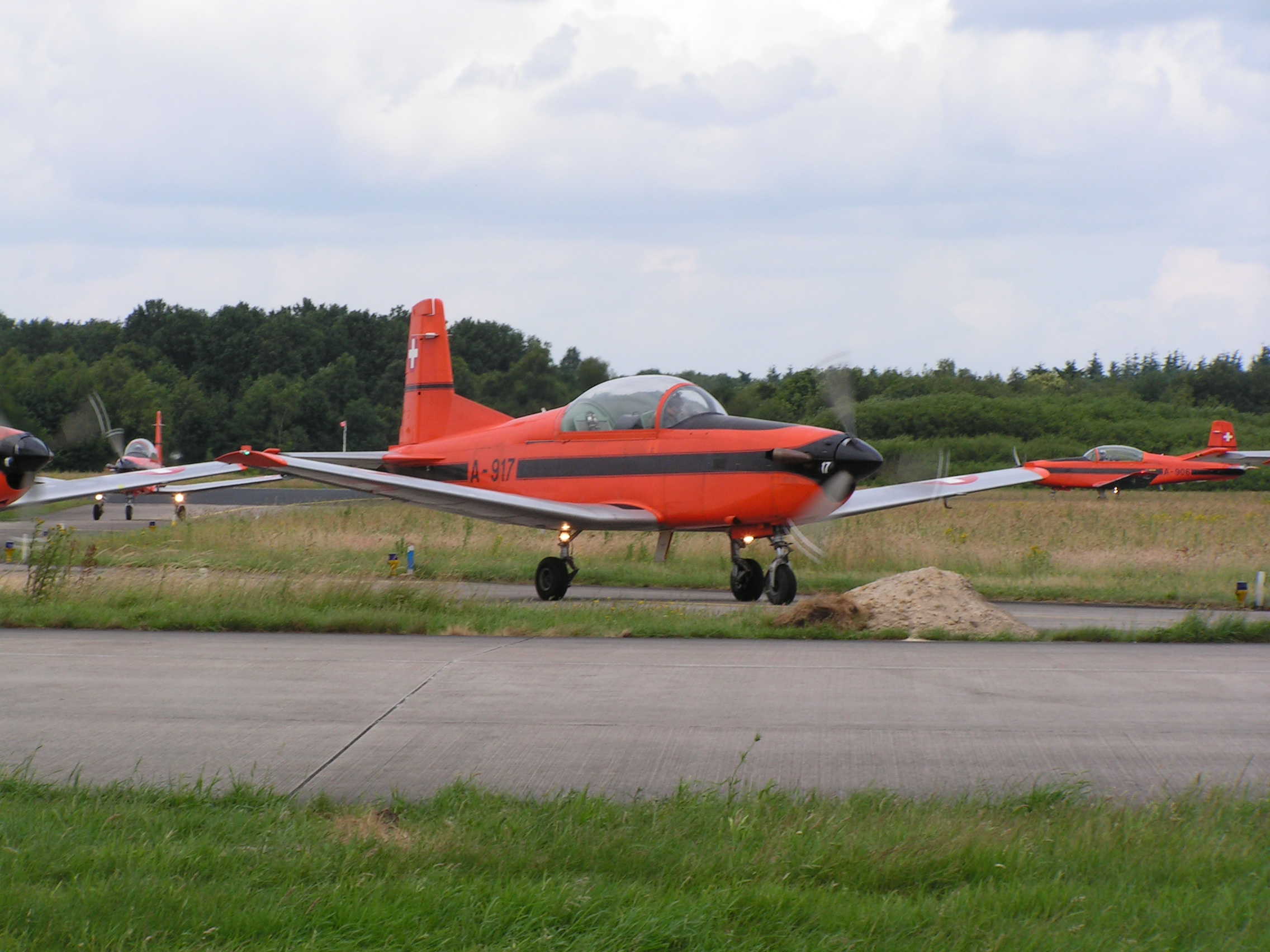
Pilatus PC-7 del PC-7 Team.
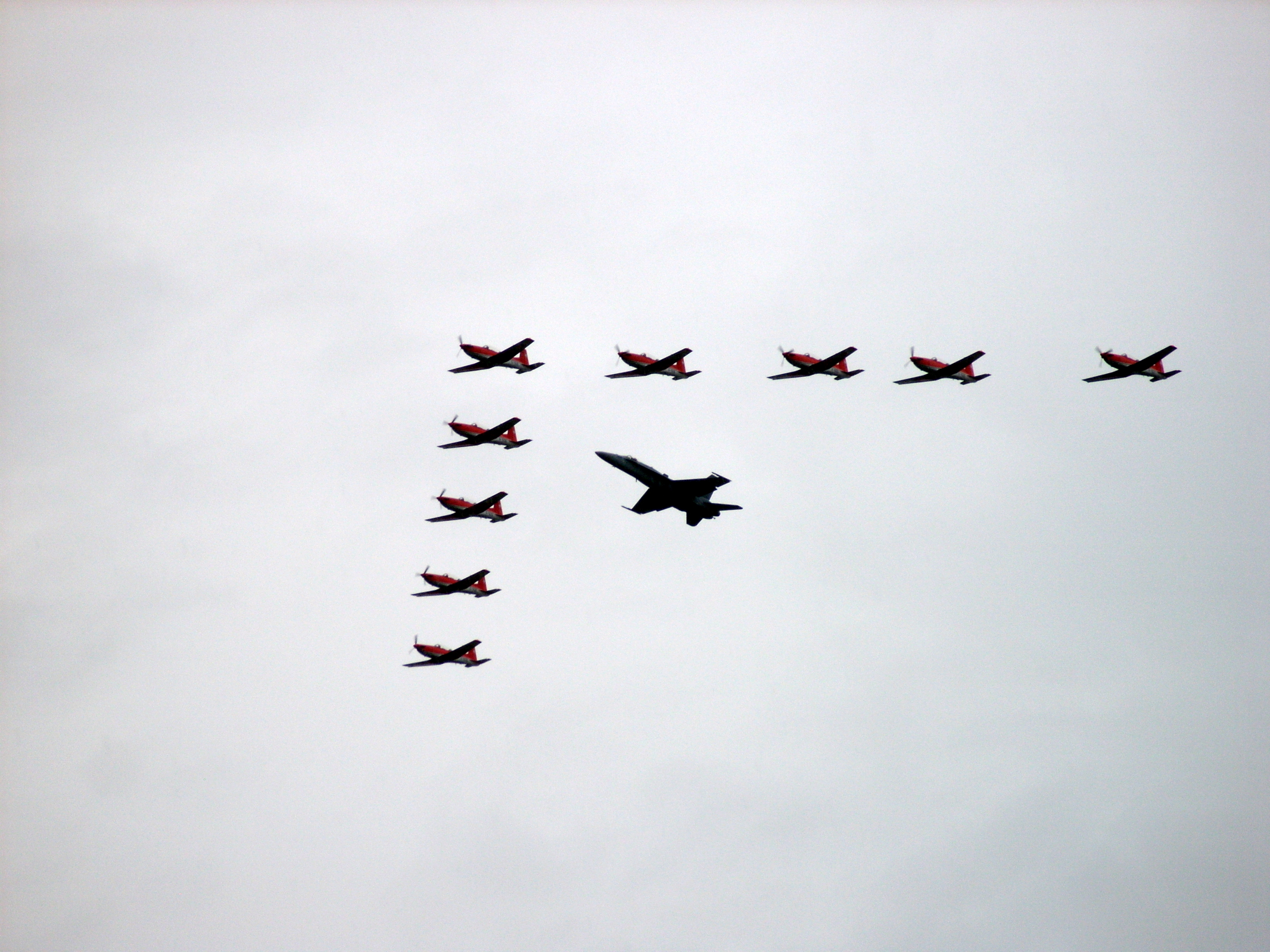
PC-7 Team en formación junto a un F/A-18 Hornet de la Fuerza Aérea Suiza en el Royal International Air Tattoo de 2009.
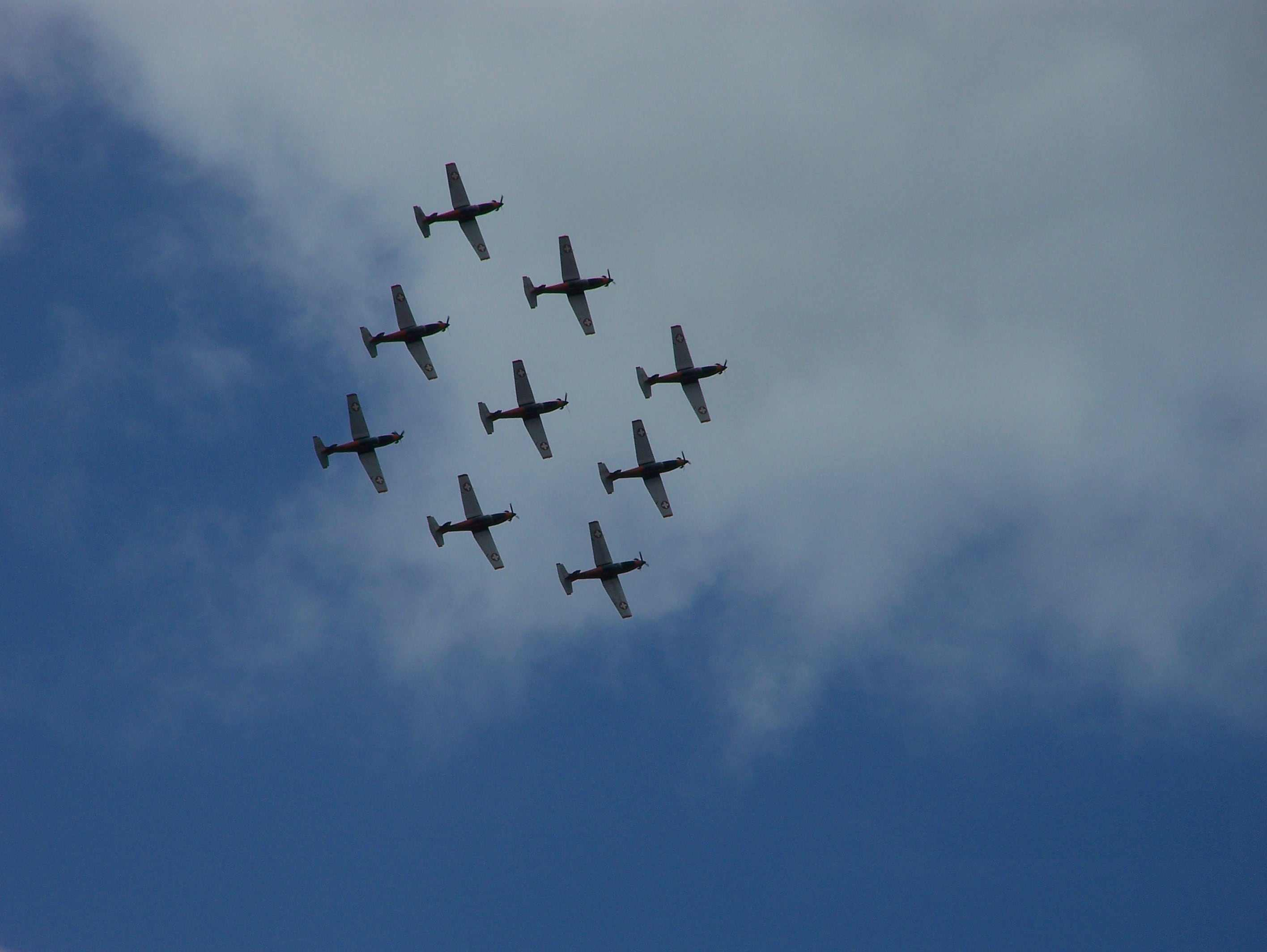
PC-7 Team en formación diamante.
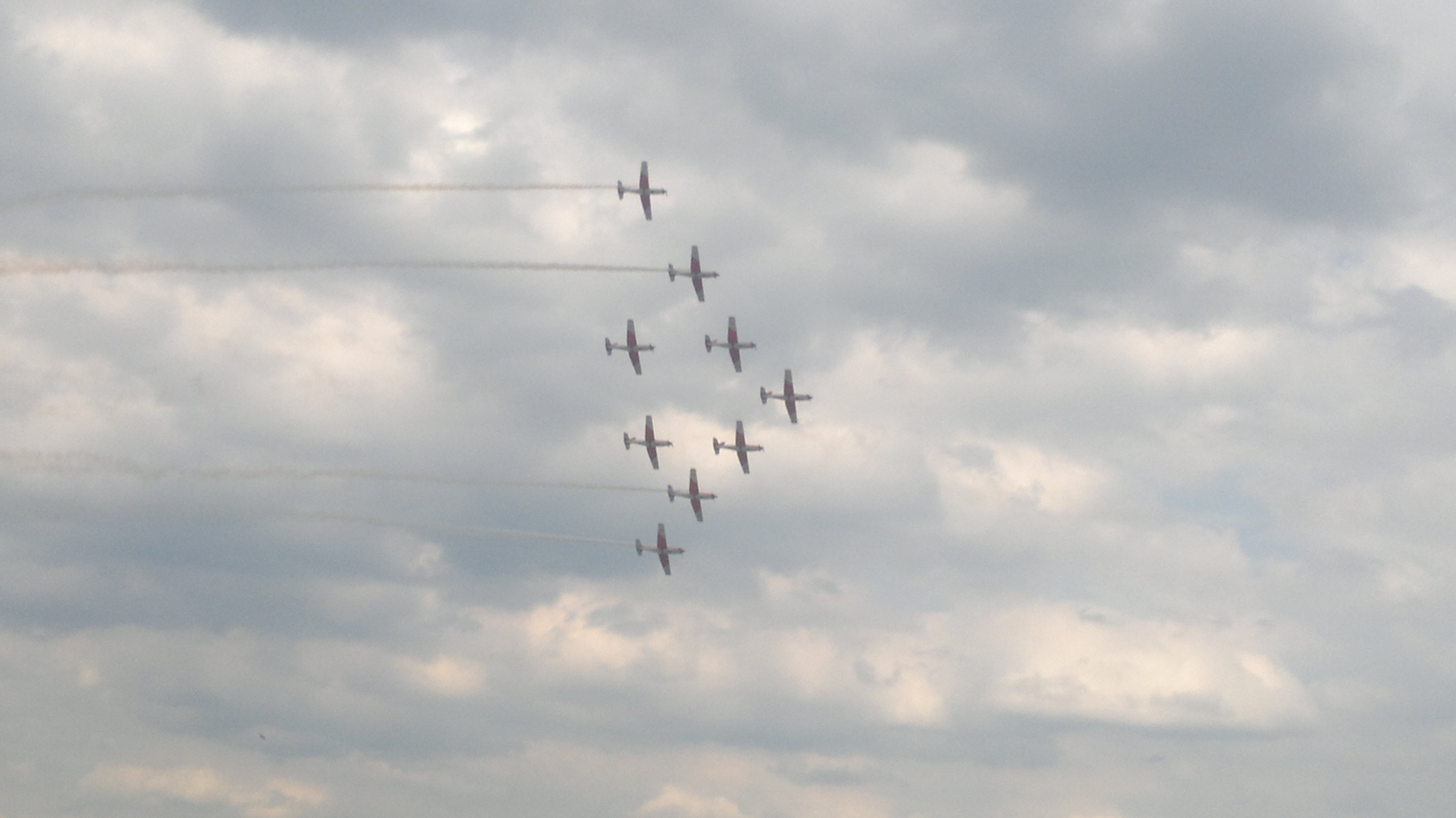
PC-7Team smoke

## Team
| Rufname       | Position         | Name                                       |
| ------------- | ---------------- | ------------------------------------------ |
| Commander     | Commander        | Oberst Lt. Daniel Stämpfli „Stampa“        |
| Turbo Uno     | Leader           | Capt Cyril Johner „Johnny“                 |
| Turbo Due     | Right Wing       | Capt Benjamin Matthey-De-L'Endroit „Daffy“ |
| Turbo Tre     | Left Wing        | Capt Matthias Grossen „Nemo“               |
| Turbo Quattro | Slot             | Capt Andreas Menk „Menkster“               |
| Turbo Cinque  | left outer wing  | Capt Matthew Leavy „Murphy“                |
| Turbo Sexi    | Right outer wing | Capt Alain Von Büren „Fondü“               |
| Turbo Sette   | 2. Solo          | Capt Marius Krüsi „Crus“                   |
| Turbo Otto    | 1. Solo          | Capt Mario Thöni „Thöma“                   |
| Turbo Nove    | 2. Lead          | Capt Mario Schwarz „Blacky“                |
| PR1           | Speaker          | Capt Philippe Hertig „Philippe“            |
| PR2           | Speaker          | Spec Of Cédric Spörri „Cedi“               |
| Spare         | Spare Pilot      |                                            |